# NGC 7773
NGC 7773 (również PGC 72681 lub UGC 12820) – galaktyka spiralna z poprzeczką (SBbc), znajdująca się w gwiazdozbiorze Pegaza. Odkrył ją William Herschel 9 października 1790 roku.